# Hòa Bìnhdam
De Hòa Bìnhdam in de Zwarte Rivier (Vietnamees: Sông Đà) is de grootste hydro-elektrische dam in Vietnam van 1994 tot 2012 (dit record werd verbroken door Sơn Ladam), en een van de grootste in Zuidoost-Azië, met een opwekkingscapaciteit van 1.920 MW. Het Sông Đà-stuwmeer met een volume van 9 miljard m³ (en een nuttige capaciteit van 1,6 miljard m³) werd gevormd toen de rivier werd afgedamd.
De dam bevindt zich in de stad Hòa Bình in de provincie Hòa Bình in het noorden van Vietnam. De dam is 128 m hoog en 970 m lang en is eigendom van Vietnam Electricity en wordt beheerd door de Hoa Binh Hydro Power Company.

## Bouw
In 1961 richtte de regering van Noord-Vietnam een commissie op voor het verkennen van waterkrachtcentrales. Dit werd gevolgd door de bouw van de Thác Bà-dam, begonnen in 1963. Na de Vietnamese hereniging werd een onderzoek gestart om de Zwarte Rivier af te dammen.
De dam is gefinancierd en gebouwd met geld en experts uit de Sovjet-Unie, de bouw van de dam begon op 6 november 1979 en werd voltooid in december 1994. De verantwoordelijke ingenieur ter plaatse van het project was de Rus Pavel Bagatsjenko. In 1986 werd de rivier volledig afgedamd. De eerste generatorunit ging in 1988 in bedrijf en de laatste unit startte in 1994.
De Russische ingenieurs gebruikten de ervaring van het bouwen van de Aswandam voor de constructie. De damconstructie gaat tot 280 m diep in de omringende rots. 30.000 arbeiders, 5.000 soldaten en 750 Russische ingenieurs en 1.000 Vietnamese bouwmanagers namen deel aan de bouw. Veel Vietnamezen boden zich vrijwillig aan om te helpen bij de bouw van de dam. Tijdens de bouw vielen er 168 doden: 11 Russische experts en 157 Vietnamezen.
De dam is gebouwd volgens hoge veiligheidsnormen vanwege het risico op aardbevingen in het gebied en de enorme impact van het falen van de dam. 12 miljoen mensen zouden dakloos worden als de dam zou breken, en delen van Hanoi zouden 30 meter onder water kunnen staan.
Een brief van de Russische ingenieurs aan de toekomstige generatie Vietnamezen werd verzegeld in een betonnen monument dat op 1 januari 2100 geopend zou worden.

## Energieopwekking
Stroom kan worden opgewekt door gebruik te maken van acht turbines met een vermogen van 240 MW, in totaal een geïnstalleerd vermogen van 1.920 MW.
Bij voltooiing van de dam vervulde deze tussen de 30% en 50% van de Vietnamese elektriciteitsproductie. Omdat dit de vraag van Noord-Vietnam overtrof, moest er een 1487 km lange noord-zuid hoogspanningslijn worden aangelegd. In 2016 was de dam goed voor 6% van de totale elektriciteitsproductie van Vietnam. Elk jaar wordt ongeveer 10 miljard kWh elektriciteit opgewekt door de dam, goed voor ongeveer de helft van de overheidsinkomsten van de provincie Hòa Bình. Sinds de dam in gebruik is genomen, heeft deze vanaf 2021 in totaal 230 miljard kWh elektriciteit geproduceerd. De dam wordt bemand door 800 arbeiders.
In januari 2021 is een uitbreidingsproject gestart, waarmee 480 MW extra aan het opwekvermogen is toegevoegd. Als het in 2024 voltooid is, zal het maximale elektriciteitsopwekkingsvermogen van de dam 2400 MW zijn.

## Effecten

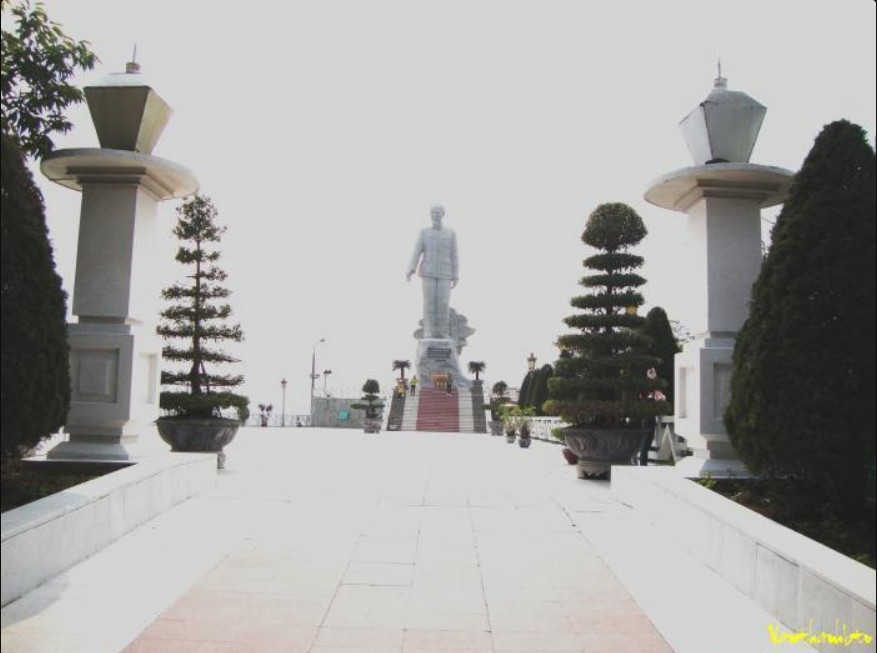
Beeld van Ho Chi Minh bij de Hoa Binh dam

Naast elektriciteitsopwekking helpt de dam om de stabiliteit van het elektriciteitsnet te waarborgen, Hanoi en de Rode Rivierdelta te beschermen tegen overstromingen en helpt het de stroomafwaartse rivier bevaarbaar te houden. Sinds de voltooiing heeft de dam tientallen grote overstromingen beheerst. De noodzaak tot het gebruik van de overlaat van de Day verviel daardoor grotendeels. Ruim elfduizend huishoudens, bijna 100.000 mensen, werden verplaatst waarbij 13.000 ha land onder water kwam te staan.

## Trivia
Op de naburige Tượng-heuvel staat een 18 meter hoog, 400 ton wegend standbeeld van Ho Chi Minh dat uitkijkt over de dam. Het verhaal gaat dat toen Ho Chi Minh hier in een boot de Rode Rivier overstak tijdens de onafhankelijkheidsstrijd van het land tegen Amerika, hij zo gefrustreerd was door de moeilijkheid dat hij verkondigde dat wanneer Noord en Zuid herenigd worden, er een dam zal worden gebouwd om de machtige rivier.